# 2 (小説)
2は2012年8月にメディアワークスより刊行された、野﨑まど著の小説である。

## 概要
メディアワークスから刊行された野﨑まどの6冊目の小説である。今まで刊行された
1. [映] アムリタ、ISBN 978-4-04-868269-5
2. 舞面真面とお面の女、ISBN 978-4-04-868581-8
3. 死なない生徒殺人事件 〜識別組子とさまよえる不死〜、ISBN 978-4-04-870056-6
4. 小説家のつくり方、ISBN 978-4-04-870473-1
5. パーフェクトフレンド、ISBN 978-4-04-870868-5

の登場人物が本作に登場し、時系列も5作品の後日談となっている。2019年に新装版が発売され、表紙絵を、旧版でも『[映] アムリタ』を担当した森井しづきが全作を手がけた。

## あらすじ
数多 一人は、憧れの御島 鋳が所属する超劇団『パンドラ』への入団を志望する。数多と同じく入団試験の二次審査を突破した15人は、団員に見せる新人公演を行うことになる。制作進行の阿部 足馬、脚本・演出の振動 槍子らにより、公演準備は順調に進む。しかし、団員の通し稽古を見学した15人は、その稽古が想像も追い付いていなかったレベルの世界に心が潰れてしまい、退団者が続出する。残った数多、阿部、槍子の3人で新人公演を行うが、その出来の酷さに3人は舞台袖で悔やむ。そこに団員50人が入ってき、御島から新作の台本が渡される。「『パンドラ』へようこそ」。3人は『パンドラ』の入団者となった。
その後、時期外れの入団希望者により、『パンドラ』は解散を余儀なくされる。
数多は最原 最早と映画を創ることになる。数々の協力者を経て映画は完成するが、数多達は最原が映画を創った真意を探る。

## 登場人物
数多 一人（あまた かずひと）
本作の主人公。22歳。男性。超劇団『パンドラ』の志望者。
井の頭芸術大学映画学科役者コース在籍。演劇では役者を担当。
阿部 足馬（あべ たるま）
24歳。男性。超劇団『パンドラ』の志望者。
演劇では制作進行を担当。
振動 槍子（しんどう やりこ）
21歳。女性。超劇団『パンドラ』の志望者。
大学在学中。演劇では脚本・演出を担当。
不出 三機彦（でず みきひこ）
超劇団『パンドラ』の代表。男性。演劇プロデューサー。
御島 鋳（みしま いる）
超劇団『パンドラ』の座付き作家。女性。『パンドラ』の全脚本・演出を担当する。
コンビニの店長
数多がアルバイトで働くコンビニ『夜の蝶』の店長。28歳。女性。名前は不明。
最原 最早（さいはら もはや）
映画監督。女性。井の頭芸術大学映画学科監督コース卒。
在学中に3本の映画を制作した。
『[映] アムリタ』の登場人物。
舞面 真面（まいつら まとも）
『舞面グループ』の会長。男性。
『舞面真面とお面の女』の登場人物。
舞面 みさき（まいつら みさき）
真面の秘書。女性。
『舞面真面とお面の女』の登場人物。
遠遠 ⊿（えんどう デルタ）
【December ever】（ディッセンバー エヴァー）、【永遠の師走】の二つ名を持つ、世界最高のスーパーハッカーの一人。また世界で五指に入る魔法使い。武蔵野市井の頭公園付近でよく目撃されており、地元住民から“吉祥寺の魔法使い”の呼び名が付けられている。
『小説家の作り方』、『パーフェクトフレンド』の登場人物。
在原 露（ありわら あらわ）
【答えをもつ物】、【answer answer】（アンサー アンサー）の二つ名を持つ、世界最高のスーパーハッカーの一人。女性。
『小説家の作り方』の登場人物。
紫 依代（むらさき いよ）
在原が紹介した《世界一の作家》。女性。
『小説家の作り方』の登場人物。
ナタリー・リルリ・クランペラ
西荻窪にあるビデオレンタル店『VIDEO CD RENTAL 映画館』で働く女性。
『[映] アムリタ』に名前だけ登場していた。
最原 最中（さいはら さなか）
小学5年生の女子。
『パーフェクトフレンド』の登場人物。
伊藤（いとう）
『藤凰学院』の教師。男性。
『死なない生徒殺人事件 〜識別組子とさまよえる不死〜』の登場人物。
名色 量子（みょうしき りょうこ）
『藤凰学院』の教師。女性。
理桜（りざくら）
小学5年生の女子。
『パーフェクトフレンド』の登場人物。